# Đĩa động họa
Đĩa động họa (tiếng Pháp: Phénakistiscope, tiếng Đức: Phenakistiskop) là tên gọi của hậu thế cho một phát kiến quang học năm 1932 của hai kỹ sư người Bỉ Joseph Plateau và Simon von Stampfer.

## Lịch sử

Animated GIF of Prof. Stampfer's Stroboscopische Scheibe No. X (Trentsensky & Vieweg 1833).

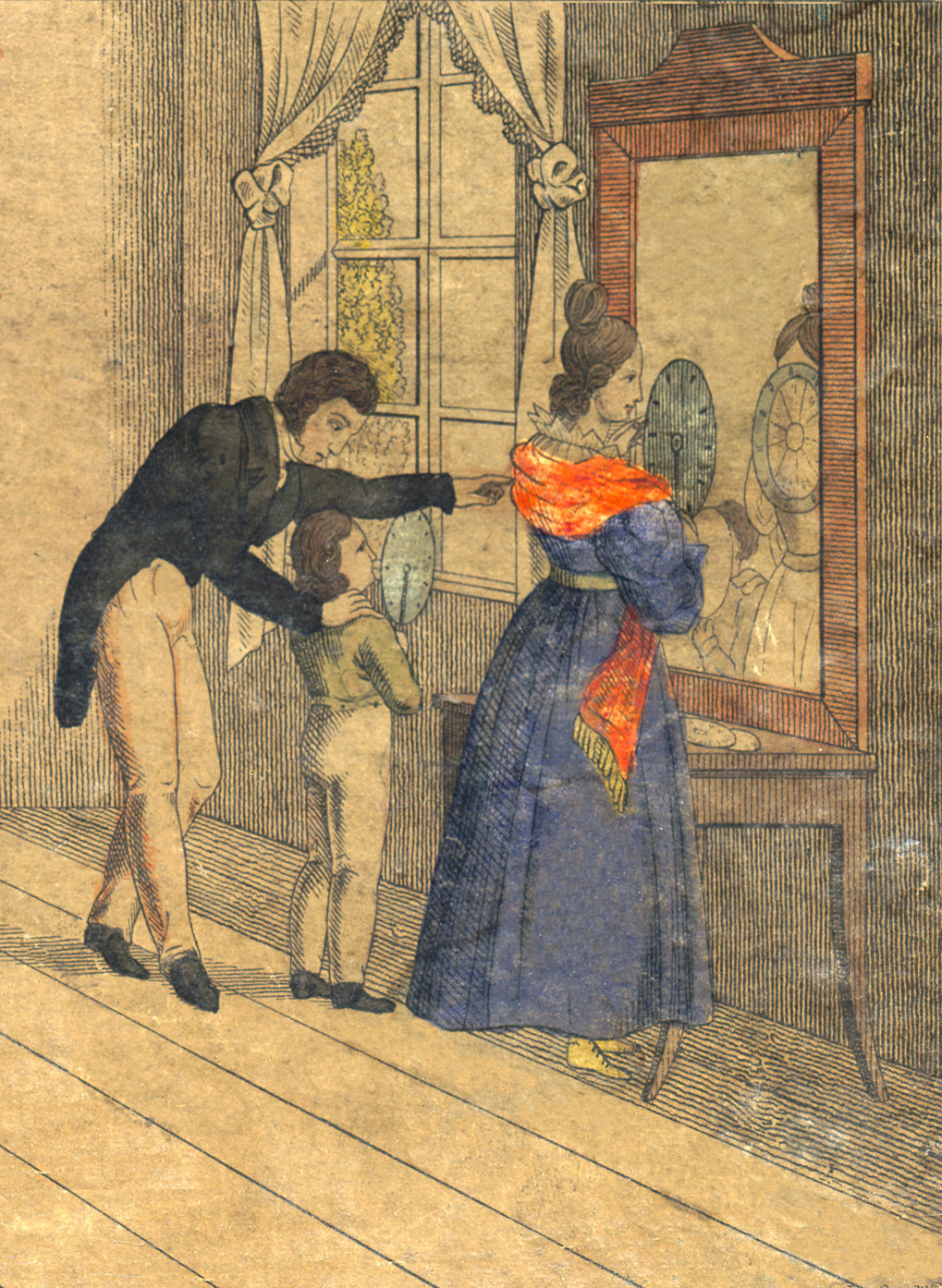
A woman viewing an animation in a mirror through the slits of a stroboscopic disc (detail of an illustration by E. Schule on the box label for Magic Disk - Disques Magiques, circa 1833).

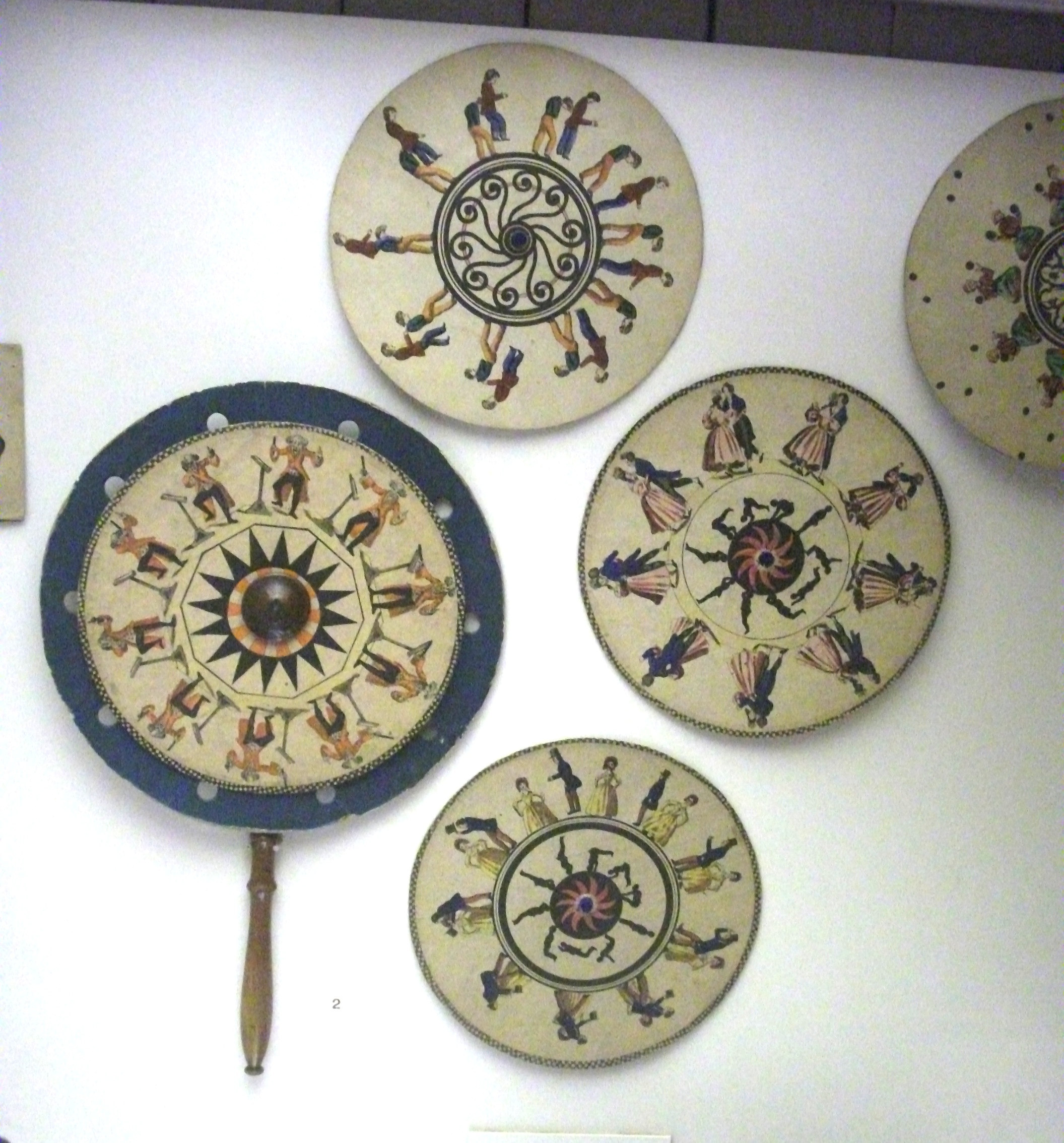
A phenakistoscope (described in the display as a "Phantasmascope") with cards. On display in Bedford Museum, Anh.

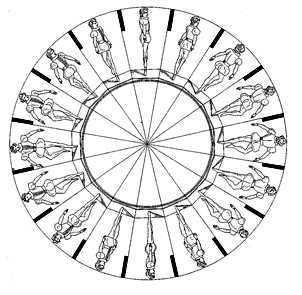
Joseph Plateau's illustration in Corresp. Math. (1833).

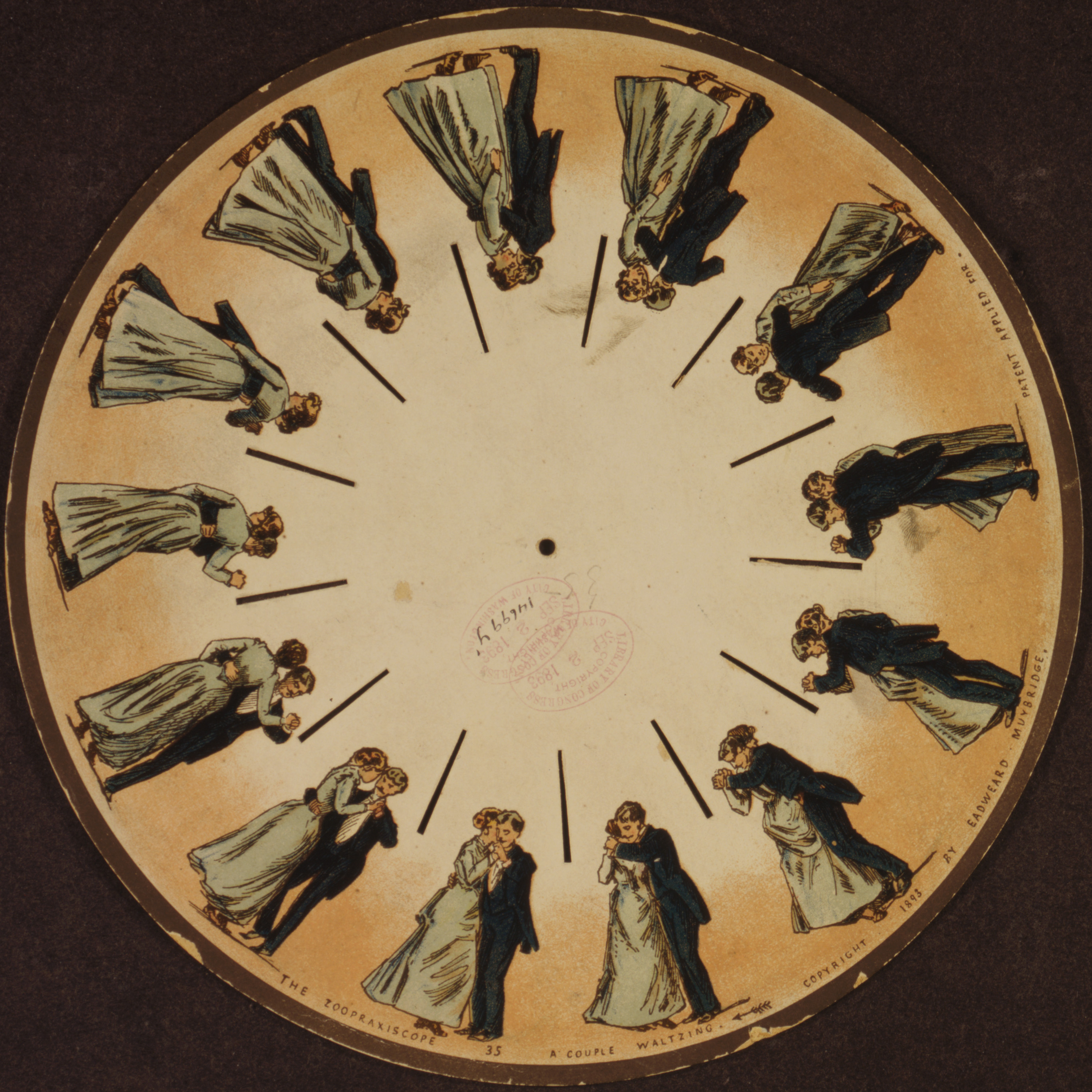
A paper zoopraxiscope disc by Eadweard Muybridge (1893).

Re-animation from a paper zoopraxiscope disc.

Animated Fantascope disc by Thomas Mann Baynes, 1833.

Tháng 06 năm 1833, hai kỹ sư người Bỉ gồm Joseph Plateau và Simon von Stampfer công bố trên tờ Le Figaro một phát kiến mà họ tạm đặt Phenakisticos (gốc Hi Lạp: Φενακίζειν), mà báo giới cũng tạm dịch là "ảo ảnh quang học". Kể từ ngày 29 tháng 05 năm 1933, bản quyền phát minh thuộc về công ty của nhà sưu tập nghệ thuật Alphonse Giroux. Dưới sự điều hành của Giroux, công ty bắt đầu xuất bản dòng thiết bị được gọi là Disques stroboscopiques (Đĩa liên hoàn họa).
Trong các thập niên sau, đĩa liên hoàn họa trở thành thú tiêu khiển tương đối đắt đỏ và thường dành cho lứa nhi đồng. Có rất nhiều công ty đăng kí bảo hộ bản quyền tại nhiều quốc gia khác nhau xuất bản thêm nhiều mẫu sản phẩm, dù dưới hình thức chui hay công khai, nhưng tựu trung đều dựa theo mẫu thiết kế của nhà Giroux.

## Đặc điểm

### Lí thuyết
Về ý nghĩa, đĩa động họa tương tự kính vạn hoa ở phương thức thực tiễn hóa các hiện tượng quang học sao cho đối tượng ít học nhất cũng dễ tiếp thu, nên còn được coi là giáo cụ trực quan sinh động nhất.
Về hình dáng, chiếc đĩa động họa có cấu tạo gần giống chong chóng, ngoại trừ mặt đĩa tròn vo. Khi đĩa quay tít, do mắt không đủ khả năng nắm hết 100% hình ảnh trong 1 giây, nên các hình ảnh dù đã trôi đi vẫn đọng lại trong tâm thức. Vì vậy, khi chồng các hình giống nhau về hình thức nhưng hơi khác cách mô tả chuyển động, mắt sẽ có cảm giác như hình đang chuyển động.

### Sản phẩm
- Periphanoscop – oder Optisches Zauber-theater / ou Le Spectacle Magique / or The Magical Spectacle (by R.S. Siebenmann, Arau, August 1833)
- Toover-schijf (by A. van Emden, Amsterdam, August 1833)
- Fores's Moving Panorama, or Optical Illusions (London, September 1833)
- The Phenakistiscope or Magic Disc (by Forrester & Nichol & John Dunn, September 1833)
- Motoscope, of wonderschijf (Amsterdam, September 1833)
- McLean's Optical Illusions, or, Magic Panorama (London, November 1833)
- Le Fantascope (by Dero-Becker, Belgium, December 1833)
- The Phenakisticope, or Living Picture (by W. Soffe, December 1833)
- Soffe's Phantascopic Pantomime, or Magic Illusions (December 1834)
- Wallis's Wheel of Wonders (London, December 1834)
- The Laughingatus, or Magic Circle (by G.S. Tregear, circa 1835)
- Le Phenakisticope (by Junin, Paris, 1839?)
- Das Phorolyt oder die magische Doppelscheibe (by Purkyně & Pornatzki, Breslau, 1841)
- Optische Zauber-Scheiben / Disques Magique (unknown origin, one set executed by Frederic Voigtlaender)
- Optische Belustigungen – Optical Amusements – Optic Amusements (unknown origin)
- Fantasmascope. Tooneelen in den spiegel (K. Fuhri, The Hague, 1848)
- Kinesiskop (designed by Purkyně, published by Ferdinand Durst, Prague, 1861)
- The Magic Wheel (by J. Bradburn, US, 1864)
- L'Ékonoscope (by Pellerin & Cie, France, 1868)
- Pantinoscope (with Journal des Demoiselles, France, 1868)
- Magic Circle (by G. Ingram, circa 1870)
- Tableaux Animés – Nouveau Phénakisticope (by Wattilaux, France, circa 1875)
- The Zoopraxiscope (by Eadward Muybridge, US, 1893)
- Prof. Zimmerman's Ludoscope (by Harbach & Co, Philadelphia, 1904)

### Hình ảnh

La Cinémathèque française 1833
Library of Congress 1833
Library of Congress 1833
Library of Congress 1833
Library of Congress 1833
Library of Congress 1833
Library of Congress 1833
Cooper Hewitt 1833
Cooper Hewitt 1833
Cooper Hewitt 1833
Library of Congress 1833
Library of Congress 1833
Cooper Hewitt 1833
Library of Congress 1833
Library of Congress 1833
Library of Congress 1833
Library of Congress 1893
Library of Congress 1893
Library of Congress 1893

## Ảnh hưởng
Ở giai đoạn nửa sau thế kỷ XIX, nguyên tắc đĩa động họa được các họa sĩ trào phúng áp dụng vào việc thể hiện những cử động trong không gian tĩnh.
Đồng thời, quy tắc hình chồng hình còn gối đầu cho việc chế tác các loại đĩa nhạc và sau này là đĩa phim.